# Tricarico
Tricarico ist eine italienische Gemeinde in der Provinz Matera in der Region Basilikata.

## Lage und Daten
In Tricarico leben 4710 Einwohner (Stand am 31. Dezember 2023). Der Ort liegt 53 Kilometer westlich von Matera.
Die Nachbargemeinden sind Albano di Lucania (PZ), Brindisi Montagna (PZ), Calciano, Campomaggiore (PZ), Grassano, Grottole, Irsina, San Chirico Nuovo (PZ), Tolve (PZ) und Vaglio Basilicata (PZ).

## Geschichte
Der Ort wurde in der Antike gegründet. Er ist eine der ältesten Siedlungen in der Region.

## Sehenswürdigkeiten

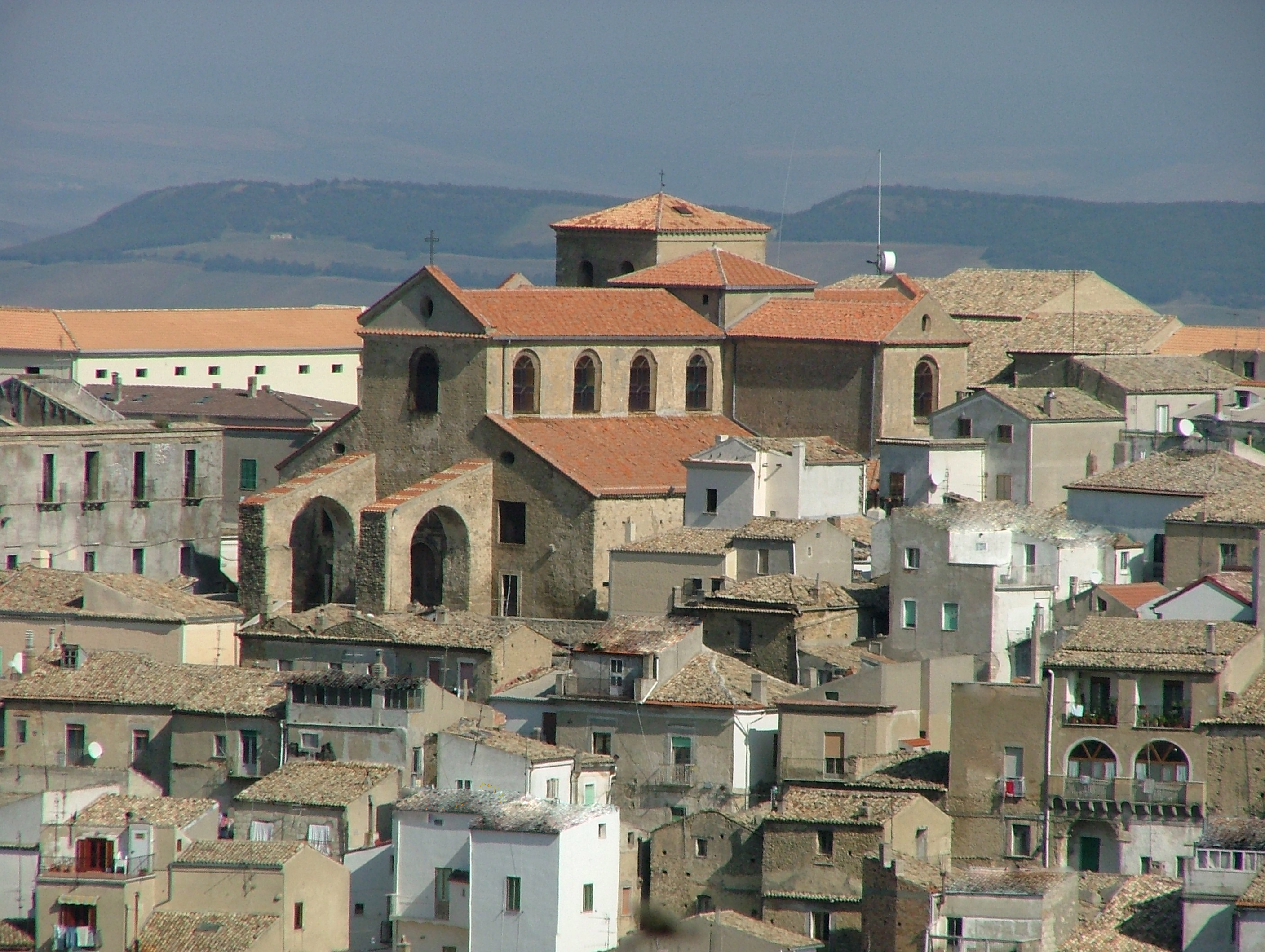
Kathedrale von Tricarico
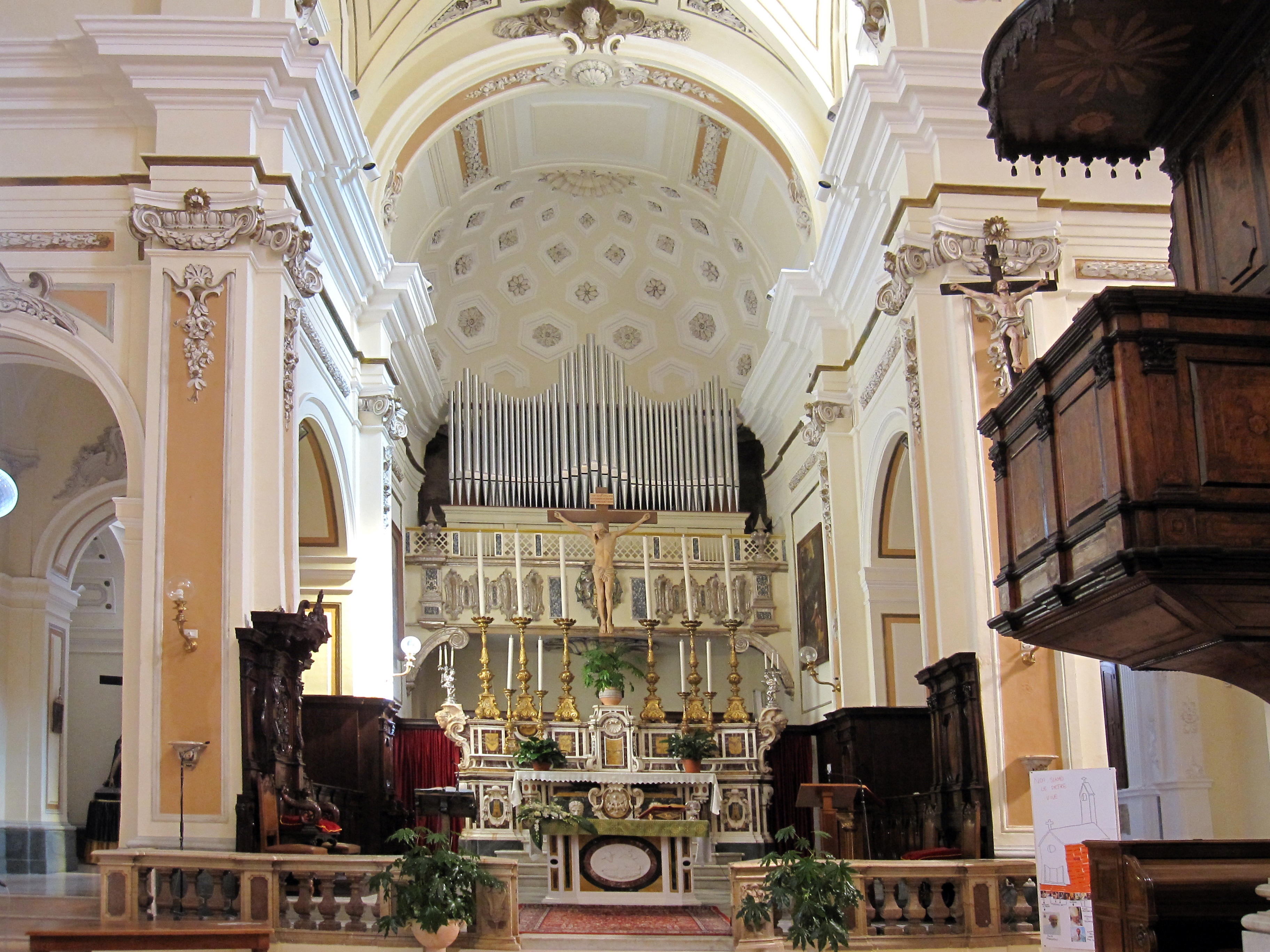
Kathedrale von innen
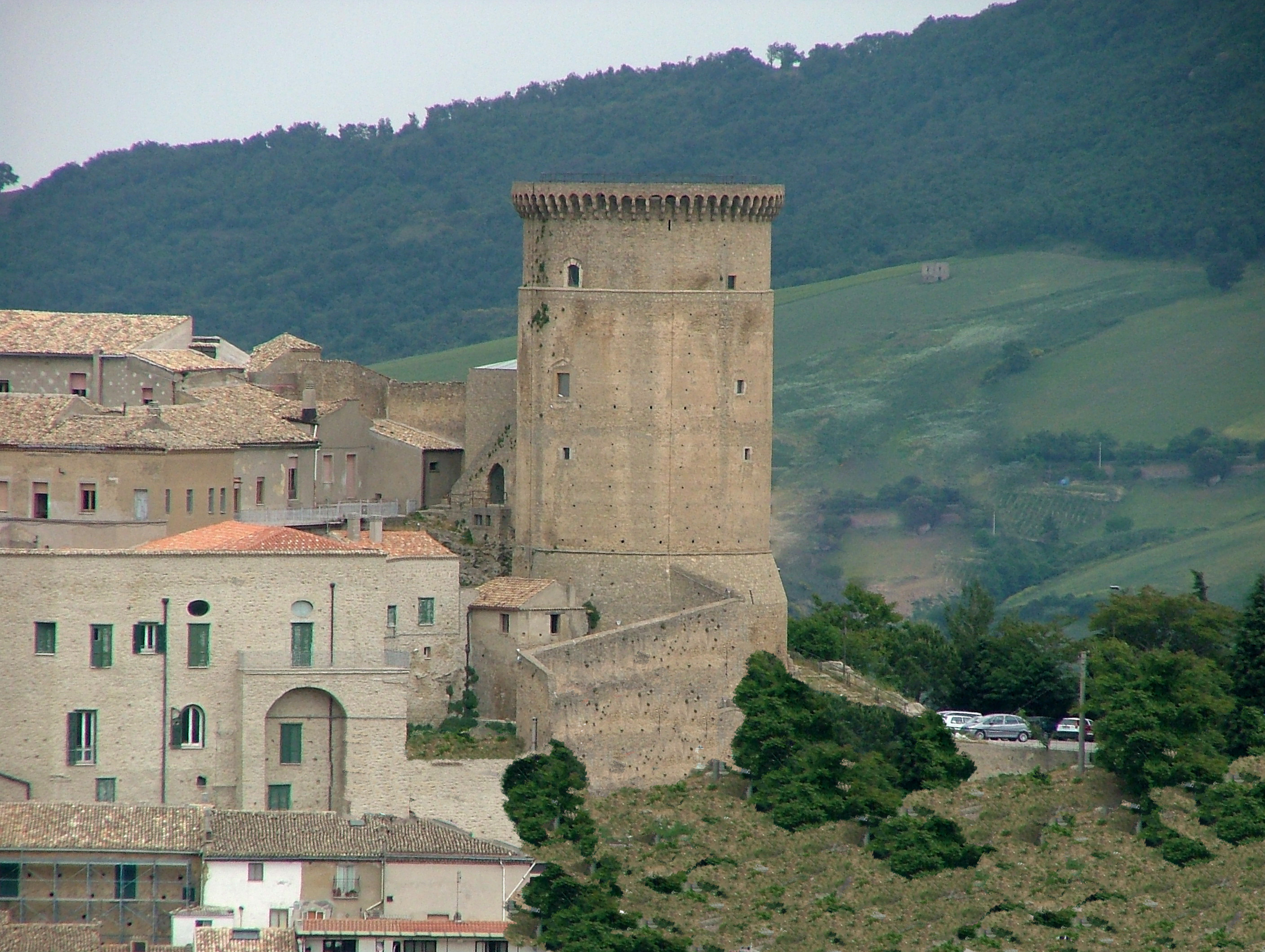
Torre normanna
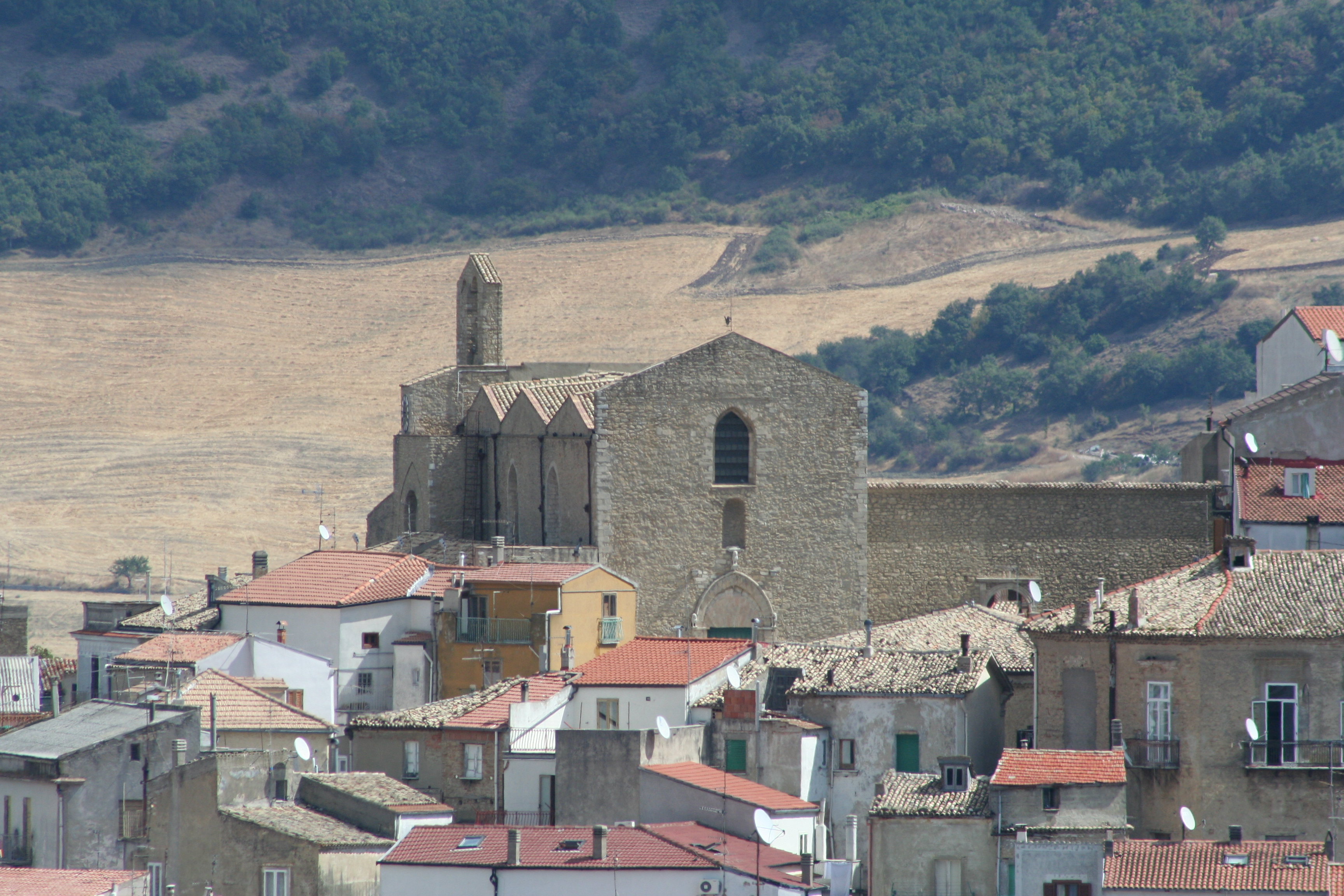
Chiesa di S. Francesco dAssisi
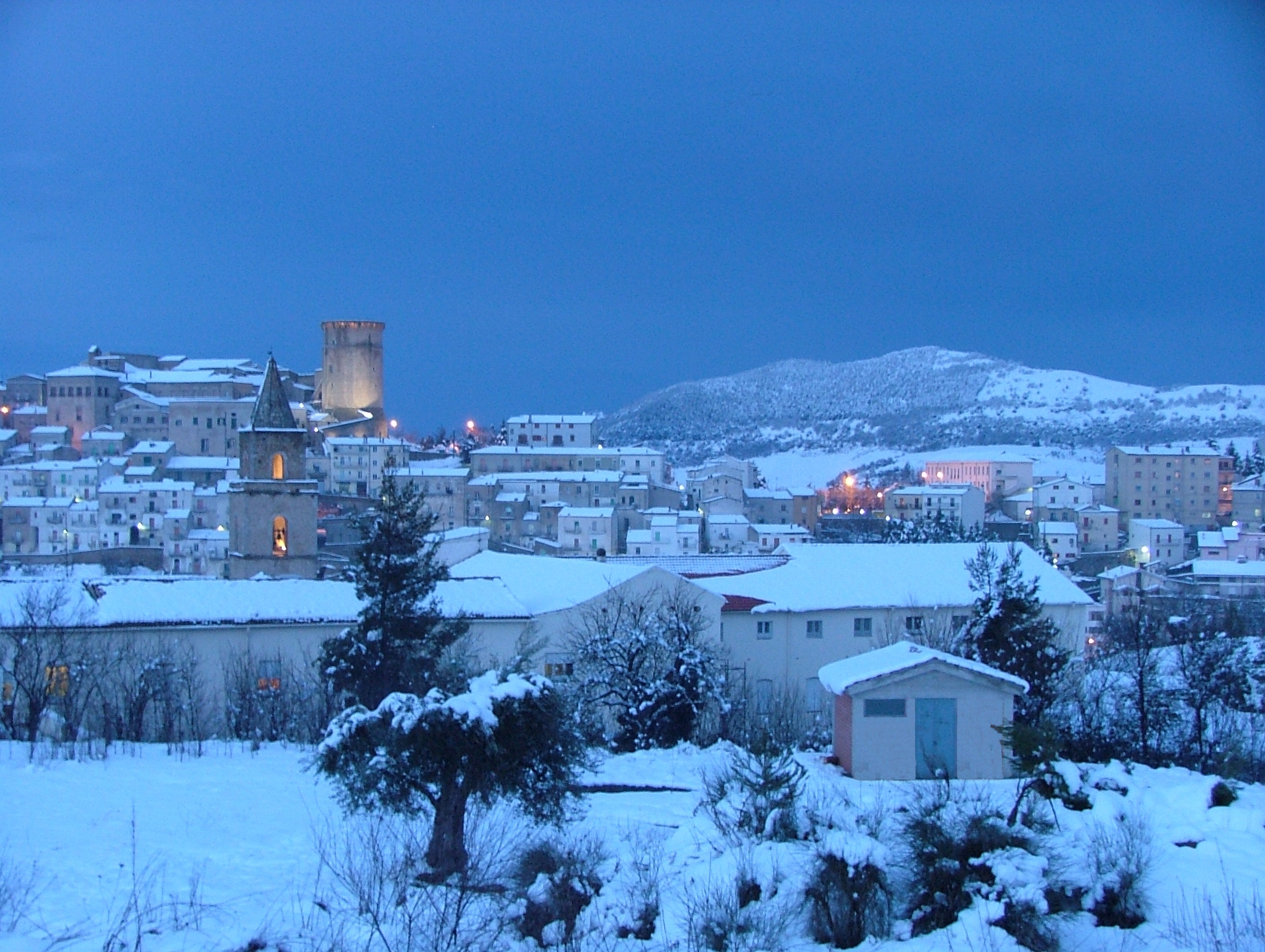
Tricarico im Winter

Tricarico war die Heimatstadt des Dichters Rocco Scotellaro.
Mit der südhessischen Gemeinde Bickenbach unterhält Tricarico eine Städtepartnerschaft.

## Persönlichkeiten
- Rocco Scotellaro (1923–1953), Schriftsteller, Dichter und Politiker